# André Cluytens
André Cluytens, (Anvers (Bèlgica), 26 de març, 1905 - Neuilly-sur-Seine (Hauts-de-Seine), 3 de juny, 1967), va ser un director d'orquestra francès d'origen belga. Figura destacada en la vida musical francesa dels anys cinquanta i seixanta, és particularment conegut per les seves interpretacions de música simfònica francesa (Berlioz, Franck, Ravel), repertori rus (Borodin, Rimski-Kórsakov, Mússorgski, Xostakóvitx) i repertori germànic (Beethoven, Wagner).

## Trajectòria professional
El seu pare, Alfons Cluytens, era director d'òpera i director d'orquestra a Anvers, i la seva mare, cantant. El jove Augustin (més tard André) va estudiar al Conservatori Reial d'Anvers, va esdevenir director de cor a la seva ciutat natal i va considerar seguir una carrera com a pianista, professor i cantant d'òpera. Les seves arrels eren flamenques, però es va sentir atret per la cultura francesa. El 1926 es va casar amb una jove cantant del "Théâtre Royal Français". El 1927, substituint el seu pare, li van demanar que dirigís Les Pêcheurs de perles de Bizet i després va iniciar una carrera com a director d'orquestra. Va estrenar a Bèlgica Salomé de Richard Strauss. Cluytens va arribar a França el 1932 i va dirigir al "Théâtre du Capitole" de Tolosa, a l'Òpera de Lió, a Bordeus i a Vichy.
Naturalitzat francès el 1939 (unes setmanes abans de l'inici de la guerra), va adoptar el nom de pila d'André en aquesta ocasió. La seva ràpida carrera durant el règim de Vichy i l'ocupació el van fer sospitós a l'Alliberament. Va ser absolt el 24 de maig de 1946. Director del "Théâtre national de l'Opéra comique" de 1946 a 1953, va dirigir l'orquestra de la "Société des concerts du Conservatoire" des de 1942 i hi va actuar regularment des de 1946, sobretot durant gires per França i a l'estranger. Cluytens va succeir Charles Munch (que havia marxat als Estats Units) el 1949 com a vicepresident i director. La intransigència del nou cap va irritar inicialment els músics: era inflexible pel que fa al nombre d'assajos i la presència contínua d'instrumentistes, que estaven acostumats a rebre treball remunerat d'altres orquestres. Però els resultats hi eren, i l'orquestra li va romandre fidel fins al final. També va dirigir al Teatre Nacional de l'Òpera, en particular Tannhäuser (1963) i Salomé (1964), amb Anja Silja, en produccions de Wieland Wagner. A la dècada de 1950, va dirigir regularment l'orquestra nacional de la RDF i després de la RTF, sobretot durant gires a Alemanya el 1957, la Unió Soviètica el 1959 i l'Orient Mitjà i Europa de l'Est el 1960.
Liderant el cor musical de França, va ser cridat a dirigir les orquestres més prestigioses d'Europa i del món. Cluytens va actuar regularment amb l'Orquestra Filharmònica de Berlín del 1952 al 1966, tant en discos com en concerts. Però van ser les principals sales de l'òpera europea les que li van valer el reconeixement suprem: Bayreuth, Viena (on va debutar amb Tristan), Milà (La Scala li va confiar la Tetralogia)...
El 1955, va ser el primer director francès a actuar al Festival de Bayreuth, on va dirigir Tannhäuser, substituint Eugen Jochum amb poca antelació. Va tornar a Bayreuth en els anys següents, dirigint Die Meistersinger von Nuremberg del 1956 al 1958 en la famosa producció de Wieland Wagner típica del nou Bayreuth, Parsifal el 1957 i Lohengrin el 1958, també en una nova producció de Wieland Wagner. L'entusiasme del públic a partir del 1955 va permetre a Cluytens tornar a saludar sol, cosa que la tradició prohibia a Bayreuth.
El 1956, va codirigir la primera gira de l'Orquestra Filharmònica de Viena pels Estats Units amb Carl Schuricht, dos anys després de la mort de Wilhelm Furtwängler i un any després de la mort d'Erich Kleiber, que originalment havia de dirigir la gira. El públic americà estava molt reservat a causa de l'actitud d'Àustria abans i durant la Segona Guerra Mundial. El novembre de 1957, va dirigir una sèrie de concerts amb l'Orquestra Filharmònica de Nova York, incloent-hi la Primera Simfonia d'Henri Dutilleux. Aquesta sèrie va ser emesa per la CBS. Entre 1957 i 1960, va gravar la integral de les simfonies de Beethoven amb l'Orquestra Filharmònica de Berlín, la primera dirigida per un director francès i la primera interpretada en un estudi per una orquestra alemanya.
El 1960, Cluytens va tornar a Bèlgica: va ser nomenat director de l'Orquestra Nacional Belga, que després es va reorganitzar per convertir-se en l'orquestra oficial de la capital belga. El Mestre va dedicar llavors gran part del seu temps a l'orquestra, que va portar a nivell internacional i va fer gires per Europa i arreu del món. No obstant això, Cluytens va mantenir estrets vincles amb l'orquestra de la "Société des concerts du Conservatoire", que va dirigir durant una sèrie de concerts al Japó a l'abril i el maig de 1964 –la darrera gira de l'orquestra– i durant un cicle dedicat a Beethoven al "Théâtre des Champs-Élysées" a la tardor de 1964, i amb la qual va continuar gravant Ravel, Debussy, Roussel, Berlioz, etc.
Cluytens va tornar al Festival de Bayreuth el 1965 per dirigir Parsifal, on va succeir Hans Knappertsbusch per recomanació d'aquest últim, i Tannhäuser. En una decisió sense precedents a Bayreuth, el públic va aplaudir entre actes de Parsifal!
Atacat per un càncer durant l'hivern de 1965-1966, es va veure obligat a deixar de dirigir per primera vegada. La malaltia probablement es remunta a principis dels anys seixanta: el primer brot el 1961 als Estats Units mentre dirigia l'Orquestra Simfònica de Chicago (Festival de Ravinia). Va poder tornar a la cadira de director el setembre de 1966. La malaltia va interrompre definitivament la seva carrera l'abril de 1967: el seu últim concert va ser a Stuttgart el 25 d'abril de 1967, al capdavant de l'Orquestra Nacional Belga, i el concert va acabar amb Quadres d'una exposició. Els crítics alemanys entusiastes el van descriure com un veritable pandemonium sonor. Poc després va debutar a la Metropolitan Opera de Nova York.

Cluytens va morir el 3 de juny de 1967, als seixanta-dos anys. Va viure a Montmorency, Val-d'Oise, on està enterrat amb la seva dona Germaine i el seu únic fill, Michel, que va morir en un accident de cotxe el 1969.
| « | "Cortès i alegre, adorat pels músics d'orquestra, a qui respectava naturalment i l'ofici dels quals coneixia des de la seva més jove joventut, Cluytens buscava contínuament la perfecció i la independència en el seu art. Inspirava confiança i, sovint, commovedora admiració en els innombrables instrumentistes i cantants prestigiosos que actuaven amb ell. Wolfgang Windgassen li va declarar després de cantar Tannhäuser sota la seva direcció a Bayreuth el 1955: "Amb tu, cantaré tot Siegfried sense assajar..." "No serà recordat com una estrella, sinó com un dels rars cavallers de l'orquestra, el mètode del qual era persuadir en lloc d'intimidar." | » |

— Tully Potter.

## Estil

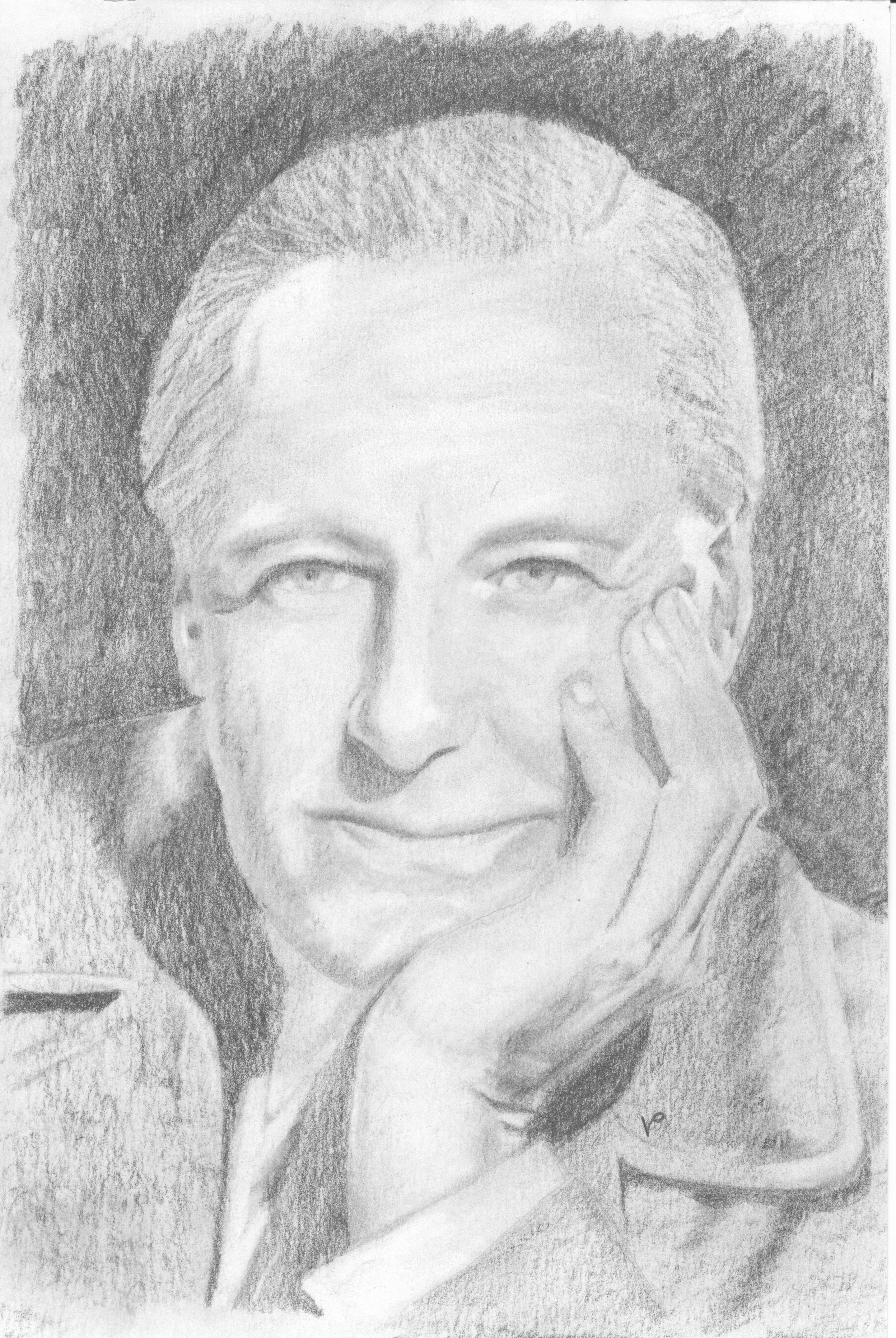
André Cluytens.

Flamenc d'origen, francès d'adopció, Cluytens es troba a la cruïlla de les grans tradicions musicals europees: parla neerlandès (la seva llengua materna), alemany, anglès, francès, és clar (la seva llengua de treball), però també rus. Cluytens combinà elegància i claredat amb una direcció potent informada pel domini de l'arquitectura general de les obres.

Wieland Wagner, que el va reconèixer com un wagnerià de primer ordre, va declarar:
| « | "El so de Cluytens és elegant, clar, matisat, colorit i ple de dignitat, fins i tot en les apoteosis orquestrals més exaltades. La seva tècnica de batuta és molt personal, viril i completament desproveïda de conformisme; és una alegria observar-lo. Naturalment entusiasta, sap com comunicar l'alegria del seu art a tots els artistes que dirigeix i obtenir-ne interpretacions virtuoses." Un director ple d'intuïció i una gran claredat de visió, un rítmic per excel·lència, Cluytens ens sembla el col·laborador ideal." | » |

— Wieland Wagner

La cantant Anja Silja, amb qui va tenir una relació romàntica l'últim any de la seva vida, el considerava "un gran senyor", "elegant, refinat, delicat, poètic", "un director extraordinari, un dels més grans que conec".
| « | "Va destil·lar les seves emocions amb gran finesa i amb la quantitat justa, mai excessiu i mai avar. […] Aquesta font d'inspiració interior el va fer atrevir-se a utilitzar colors orquestrals com ningú més." | » |

"Cluytens és Ravel", va escriure Jean Cotté després d'un concert parisenc de la "Société des concerts du Conservatoire" […] "dirigint sense batuta, les seves mans parlen i tradueixen totes les subtileses de Ravel […] sense ostentació, amb infinita modèstia, sense la més mínima afectació; Cluytens és l'elegància feta home. El seu rostre és la imatge del seu art distingit, ple d'espiritualitat i profunditat.""François Dupin, timbaler de l'Orchestre de Paris, fundada després de la dissolució de l'orquestra de la "Société du Conservatoire" a la mort de Cluytens, va escriure curiosament a L'Orchestre nu:"El somriure blau d'André Cluytens brillava des de tots els costats sobre l'orquestra", emfatitzant així tant la importància del somriure i la mirada del director per als instrumentistes com, per tant, cridant l'atenció dels amants de la música sobre la sorprenent resplendor musical que emana de les interpretacions de Cluytens, aquell toc cluytenià del qual parlen alguns crítics.
| « | "El més francès dels directors belgues? O el més belga dels directors francesos? Combinant sensibilitats llatines i germàniques, André Cluytens aconsegueix una síntesi entre la flexibilitat dels seus gestos, voluntàriament sensuals, i el rigor que subjau a l'estudi de les obres: fermesa i seguretat del ritme, sentit del drama i claredat." | » |

— François Laurent.

## Discografia
Mentre que André Cluytens va fer el seu primer enregistrament com a director el 1943, dirigint l'Orquestra de la "Société des concerts du Conservatoire" amb Marcelle Meyer: Strauss, Burlesque; Bizet, Patrie!... Saint-Saëns, va ser amb la mateixa orquestra que va enregistrar el seu últim (L'Enfance du Christ de Berlioz) el 1966, al capdavant de la seva orquestra, per la qual tenia una predilecció secreta i amb la qual va actuar al màxim, a l'alçada de la Filharmònica de Berlín.
Malgrat la brevetat de la seva carrera, Cluytens deixa enrere una extensa discografia. "Es va beneficiar del boom de la postguerra en la indústria discogràfica convertint-se en el representant oficial d'una tradició francesa que estava experimentant els seus últims anys de glòria" (Pablo Galonde). Gairebé tots els enregistraments realitzats des de finals dels anys cinquanta en estèreo estan disponibles a EMI, ara sota el segell Warner. Testament, per la seva banda, va reeditar els enregistraments de principis dels anys cinquanta en mono. El 1965, va acabar el seu contracte exclusiu amb EMI: Cluytens esperava tenir més llibertat en el seu repertori discogràfic, sobretot al servei de la música francesa. Durant diversos anys, companyies competidores (Decca i RCA) li havien fet ofertes temptadores... però ja era massa tard: consumit per la malaltia, va fer el seu darrer enregistrament aquell mateix any.
Cluytens va ser el primer "milionari de la gravació clàssica" i, com a tal, va ser homenatjat el 28 d'octubre de 1958. En aquella ocasió, Pierre Bourgeois, president de Pathé-Marconi, li va lliurar un disc i una batuta d'or al "Théâtre des Champs-Élysées", en presència dels seus amics Georges Auric, Alfred Cortot i Marguerite Long.
Avui dia, els tresors d'arxiu encara han d'estar latents a Europa (i als Estats Units), donat el treball extraordinari de Cluytens en concerts i en diversos teatres d'òpera.
El juny de 2017, pel 50è aniversari de la seva mort, Warner va publicar una caixa de 65 discs que contenia tots els seus enregistraments orquestrals i de concerts, documentats entre 1943 i 1966 (35 discs en mono, 30 en estèreo). Alguns es publiquen per primera vegada (6 obres), altres són estrenes en CD (44 enregistraments), tots enregistrats a partir de les fonts originals en so d'alta definició. Diapason d'or.

## El gran repertori
Per conèixer aquest repertori aneu al seu arxiu a la Viquipèdia francesa.